# Zanthoxylum sarasinii
Zanthoxylum sarasinii är en vinruteväxtart som beskrevs av André Guillaumin. Zanthoxylum sarasinii ingår i släktet Zanthoxylum och familjen vinruteväxter. Inga underarter finns listade i Catalogue of Life.